# Lilo és Stitch – A csillagkutya (film, 2002)
A Lilo és Stitch – A csillagkutya (eredeti cím: Lilo & Stitch) 2002-ben bemutatott amerikai 2D-s számítógépes animációs sci-fi filmvígjáték-dráma, amely a 42. Disney-film rendezői és írói Dean DeBlois és Chris Sanders, akik maguk töltik be rendezői szerepet. Az animációs játékfilm producere Clark Spencer. A zenéjét Alan Silvestri szerezte. A mozifilm a Walt Disney Pictures és a Walt Disney Feature Animation gyártásában, a Buena Vista Pictures forgalmazásában jelent meg. A film a Walt Disney leghíresebbjei között szerepel, noha rengeteg téren szakít a stúdió korábbi produkcióival (ez az első animációs science fiction, amit készítettek).
Az Amerikai Egyesült Államokban 2002. június 16-án, Magyarországon 2002. november 7-én mutatták be a mozikban.
A film összességében 273,144,151 amerikai dolláros bevételt termelt ki világszerte. 2003-ban Oscar-díj jelölést érdemelt ki a "Legjobb Animációs Film" kategóriában, amit végül Hayao Miyazaki Chihiro Szellemországban című filmje nyert el. A Lilo és Stitch sikere nyomán a mozifilmet követi még két másik film, és egy animációs sorozat is. 2025-ben bemutatják a film élőszereplős változatát, Dean Fleischer Camp rendezésében.

## Cselekmény
Egy távoli galaxisban egy bogaras tudós genetikus kísérletei során különös lényt teremt. A Galaktikus Szövetség persze leleplezi a bűnöst, börtönbe csukja, teremtményét pedig száműzi. A kis izé megszökik, és egy  távoli bolygó békés kis szigetén bújik el: Hawaiin. Attól kezdve Hawaii nem békés többé. Egy magányos kislány, Lilo, megtalálja a jövevényt, és örökbe fogadja. Lilo egyedül sem volt a jóság szobra, de most méltó párjára akadt. Az új kutya idomíthatatlannak bizonyul. Amit nem tud felfalni, azt megrágja, ami még neki is túl rossz ízű, azt összetöri, felborítja vagy vízbe ejti. De valami mégis megváltozik benne: még az őrült tudós sem gondolta volna, hogy az új élőlény képes a szeretetre. Márpedig a csillagkutya fokozatosan megszereti új gazdáját. Épp akkor, amikor üldözői a nyomára akadnak.

## Szereplők
| Szereplő          | Eredeti hang                                                                   | Magyar hang      |
| ----------------- | ------------------------------------------------------------------------------ | ---------------- |
| Stitch            | Chris Sanders                                                                  | Kossuth Gábor    |
| Stitch            | Dr. Jumba Jookiba 626-os kísérleti lénye, egy koala-szerű lény, a baj okozója. |                  |
| Lilo Pelekai      | Daveigh Chase                                                                  | Bánlaki Kelly    |
| Lilo Pelekai      | Egy excentrikus kislány.                                                       |                  |
| Nani Pelekai      | Tia Carrere                                                                    | Pikali Gerda     |
| Nani Pelekai      | Lilo nővére                                                                    |                  |
| Dr. Jumba Jookiba | David Ogden Stiers                                                             | Gesztesi Károly  |
| Dr. Jumba Jookiba | A galaxis védelem professzora.                                                 |                  |
| Pleakley ügynök   | Kevin McDonald                                                                 | Lippai László    |
| Pleakley ügynök   | A Tejúti Szövetség ügynöke, aki Dr. Jumbával tart Stitch felkutatásában.       |                  |
| Kobra Bubork      | Ving Rhames                                                                    | Schneider Zoltán |
| Kobra Bubork      | Egy régebbi CIA ügynök.                                                        |                  |
| Főtanácsosnő      | Zoe Caldwell                                                                   | Tóth Judit       |
| Főtanácsosnő      | A Tejúti Szövetség főtanácsosnője, egy szürke űrlény.                          |                  |
| David Kawena      | Jason Scott Lee                                                                | Bereczki Zoltán  |
| David Kawena      | Nani hullámlovas barátja.                                                      |                  |
| Gantu kapitány    | Kevin Michael Richardson                                                       | Vass Gábor       |
| Gantu kapitány    | A Tejúti Szövetség parancsnoka, egy óriás bálna-fejű lény.                     |                  |
| Mentőnő           | Susan Hegarty                                                                  | Hegyesi Soraya   |
| Mentőnő           | Az állat menhely tulajdonos nője.                                              |                  |
| Mrs. Hasagawa     | Amy Hill                                                                       | Halász Aranka    |
| Mrs. Hasagawa     | Az öreg szemüveges zöldséges néni.                                             |                  |
| Mózes             | Kunewa Mook                                                                    | F. Nagy Zoltán   |
| Mózes             | A hula iskola tanára.                                                          |                  |
| Myrtle Edmonds    | Miranda Paige Walls                                                            | Czető Zsanett    |
| Myrtle Edmonds    | Lilo vetélytársa.                                                              |                  |
| Victoria          | Alyson Stoner                                                                  | Tamási Nikolett  |
| Victoria          | Myrtle Edmonds szőke barátnője.                                                |                  |

## Betétdalok
- He Mele No Lilo
- Heartbreak Hotel
- Stuck on You
- Blue Hawaii
- Suspicious Minds
- (You're the) Devil in Disguise
- Hawaiian Roller Coaster Ride
- Hound Dog
- Can't Help Falling In Love

## Jelölések
- 2003 – Oscar-díj jelölés – a legjobb animációs film – Chris Sanders